# Рязанцево (Тверская область)
Рязанцево  — деревня в Ржевском районе Тверской области. Входит в состав сельского поселения «Хорошево».

## География
Находится в южной части Тверской области на расстоянии приблизительно 16 км по прямой на запад-северо-запад от вокзала станции Ржев-Балтийский.

## История
Деревня была отмечена еще на карте 1825 года. В 1859 году здесь (деревня Ржевского уезда Тверской губернии) было учтено 5 дворов, в 1939—27.

## Население
Численность населения: 41 человек (1859 год), 22 (русские 95 %) в 2002 году, 12 в 2010.